# 中華民國109年全民運動會劍道比賽
中華民國109年全民運動會劍道比賽於2020年在國立東華大學進行，區分男子組及女子組，共產生六面金牌
，賽事於2020年10月18日至10月21日在國立東華大學美崙校區體育館舉行。

在全民運動會籌備會、中華民國劍道協會指導下，由中華民國劍道協會負責劍道競賽各項技術工作。

## 競賽資訊[a 1]

### 大會日期
中華民國 109 年（即2020年） 10 月 17 日（星期六）至 22 日（ 星期四）。

### 比賽日程
109 年 （即2020年）10 月 18 日（星期日）至 10 月 21 日（星期三）計，共4天。

### 比賽場地
國立東華大學美崙校區體育館 4 樓（花蓮縣花蓮市華西路 123 號）。

### 比賽項目
| 組別   | 項目                         |
| ------ | ---------------------------- |
| 男子組 | 團體得分賽/團體過關賽/個人賽 |
| 女子組 | 團體得分賽/團體過關賽/個人賽 |

## 裁判名單[a 1]
| 職務           | 姓名                                                   |
| -------------- | ------------------------------------------------------ |
| 審判委員召集人 | 吳相羅                                                 |
| 審判委員       | 鄭朝俊、陳炳麟、湛維漢、陳在惠                         |
| 裁判長         | 劉家安                                                 |
| 裁 判          | 吳孟軒、蔡輔峰、張旭旗、周群堯、張育誠、陳東照、岳建中 |
| 裁 判          | 邱垂夕、劉有元、劉世民、高碩甫、徐桂堂、卓淑珍、陳健利 |
| 裁 判          | 鄭崇宏、卜湘麟、黃士銘、張中陽、吳上明、潘梅英         |
| 專業技術人員   | 施惠美、李松壽、杜茂溪、范揚宗、林琬淑、胡春生、陳淑華 |
| 專業技術人員   | 徐偉傑、邱伯舟、林霓霓、游明瑾、劉靜倫、黃素蘭、劉恩予 |

## 決賽成績列表[a 2]
| 序 | 單位   | 比賽項目             | 姓名                                                                  | 成績 | 備註 | 名次 | 組別   | 種類 | 日期     |
| 1  | 宜蘭縣 | 男子組劍道團體得分賽 | 翁顥璋 林益新 張志丞 林宥佑 林益山 林室佑 匡佑國                      |      |      | 1    | 男子組 | 劍道 | 10月19日 |
| 2  | 桃園市 | 男子組劍道團體得分賽 | 朱建維 劉家偉 彭柏蒼 鄭智鴻 馮浩宇 朱啟誠 蔡詠杰                      |      |      | 2    | 男子組 | 劍道 | 10月19日 |
| 3  | 臺中市 | 男子組劍道團體得分賽 | 蔡嘉倫 李俊毅 劉裕銘 萬彥緯 尤捷翔 陳柏宏 邱煒智 許善淳 萬昱祥 張兆喆 |      |      | 3    | 男子組 | 劍道 | 10月19日 |
| 4  | 臺北市 | 男子組劍道團體得分賽 | 陳彥輔 林政廷 吳紹鳴 林澤翔 廖家宏 涂士弘 吳祖旭 林昭成 安良岡龍太朗  |      |      | 4    | 男子組 | 劍道 | 10月19日 |
| 5  | 基隆市 | 男子組劍道團體得分賽 | 顧存安 潘彥宇 洪嘉鴻 蕭國丞 簡至毅 盧彥廷 林楷澔                      |      |      | 5    | 男子組 | 劍道 | 10月19日 |
| 6  | 花蓮縣 | 男子組劍道團體得分賽 | 許家誠 蘇鎧荃 許博森 鄭嵐 高俊雄 鍾秉學 吳宗霖 李基華 方吳亞帆        |      |      | 6    | 男子組 | 劍道 | 10月19日 |
| 7  | 高雄市 | 男子組劍道團體得分賽 | 黃珏穎 黃聖修 蔡忻珉 蔡瑞騏 潘可昂 鄭宇恩 呂信泓                      |      |      | 7    | 男子組 | 劍道 | 10月19日 |
| 8  | 新北市 | 男子組劍道團體得分賽 | 彭賢恩 張家瑋 黃志誠 周育正 林韋燃 劉明威 蕭雲丰                      |      |      | 8    | 男子組 | 劍道 | 10月19日 |
| 9  | 臺北市 | 女子組劍道團體得分賽 | 廖羿綺 蘇郁秀 賴尹涓 王新惠 簡瑩珊 李雅玲 鄭伊廷 賴曉茵 吳昀庭        |      |      | 1    | 女子組 | 劍道 | 10月19日 |
| 10 | 臺中市 | 女子組劍道團體得分賽 | 陳翠娟 張育甄 陳欣濃 蔡佳芳 許端容 黃淑茵 陳冠吟 林頤涵               |      |      | 2    | 女子組 | 劍道 | 10月19日 |
| 11 | 高雄市 | 女子組劍道團體得分賽 | 鄭琇娟 連翌閑 辛佳㲆 李雙郡 張君萍 林佩柔 賴翊翾                      |      |      | 3    | 女子組 | 劍道 | 10月19日 |
| 12 | 嘉義縣 | 女子組劍道團體得分賽 | 曹夢婷 郭美杏 劉怡婷 高珮珊 陳虹君 古姵思 洪禕屏                      |      |      | 4    | 女子組 | 劍道 | 10月19日 |
| 13 | 南投縣 | 女子組劍道團體得分賽 | 劉佳盈 李孟家 黃婉瑄 謝育潔 許崴                                      |      |      | 5    | 女子組 | 劍道 | 10月19日 |
| 14 | 臺南市 | 女子組劍道團體得分賽 | 張家敏 鄭詠心 陳明宜 黃妍蓁 黃沛緹 李孟樵 李敏熙                      |      |      | 6    | 女子組 | 劍道 | 10月19日 |
| 15 | 桃園市 | 女子組劍道團體得分賽 | 劉家榕 林彥伶 謝佳紋 邱詩容 徐美玲 陳禹彤 漆宥辰                      |      |      | 7    | 女子組 | 劍道 | 10月19日 |
| 16 | 新北市 | 女子組劍道團體得分賽 | 陳裕美 王善微 陳慧怡 黃乙玲 張詠毓 李岩頻                             |      |      | 8    | 女子組 | 劍道 | 10月19日 |
| 17 | 桃園市 | 男子組劍道團體過關賽 | 朱建維 劉家偉 彭柏蒼 鄭智鴻 馮浩宇 彭鈺翔 廖敏權                      |      |      | 1    | 男子組 | 劍道 | 10月20日 |
| 18 | 臺中市 | 男子組劍道團體過關賽 | 蔡嘉倫 李俊毅 劉裕銘 萬彥緯 陳柏宏 邱煒智 萬昱祥                      |      |      | 2    | 男子組 | 劍道 | 10月20日 |
| 19 | 基隆市 | 男子組劍道團體過關賽 | 顧存安 潘彥宇 洪嘉鴻 蕭國丞 簡至毅 盧彥廷 林楷澔                      |      |      | 3    | 男子組 | 劍道 | 10月20日 |
| 20 | 高雄市 | 男子組劍道團體過關賽 | 黃珏穎 黃聖修 蔡忻珉 蔡瑞騏 潘可昂 鄭宇恩 呂信泓                      |      |      | 4    | 男子組 | 劍道 | 10月20日 |
| 21 | 宜蘭縣 | 男子組劍道團體過關賽 | 翁顥璋 林益新 張志丞 林宥佑 林益山 林室佑 匡佑國                      |      |      | 5    | 男子組 | 劍道 | 10月20日 |
| 22 | 新北市 | 男子組劍道團體過關賽 | 彭賢恩 張家瑋 黃志誠 周育正 林韋燃 劉明威 蕭雲丰                      |      |      | 6    | 男子組 | 劍道 | 10月20日 |
| 23 | 臺北市 | 男子組劍道團體過關賽 | 林政廷 吳紹鳴 林澤翔 涂士弘 吳祖旭 林昭成 安良岡龍太朗                |      |      | 7    | 男子組 | 劍道 | 10月20日 |
| 24 | 苗栗縣 | 男子組劍道團體過關賽 | 吳俊彥 黃逸嵐 江祖安 連紹宇 張峻瑋 黃冠群 蕭至剛                      |      |      | 8    | 男子組 | 劍道 | 10月20日 |
| 25 | 臺中市 | 女子組劍道團體過關賽 | 陳翠娟 張育甄 陳欣濃 蔡佳芳 許端容 黃淑茵 林頤涵                      |      |      | 1    | 女子組 | 劍道 | 10月20日 |
| 26 | 臺北市 | 女子組劍道團體過關賽 | 廖羿綺 蘇郁秀 賴尹涓 簡瑩珊 李雅玲 賴曉茵 吳昀庭                      |      |      | 2    | 女子組 | 劍道 | 10月20日 |
| 27 | 桃園市 | 女子組劍道團體過關賽 | 劉家榕 林彥伶 謝佳紋 邱詩容 徐美玲 陳禹彤 漆宥辰                      |      |      | 3    | 女子組 | 劍道 | 10月20日 |
| 28 | 嘉義縣 | 女子組劍道團體過關賽 | 曹夢婷 郭美杏 劉怡婷 高珮珊 陳虹君 古姵思 洪禕屏                      |      |      | 4    | 女子組 | 劍道 | 10月20日 |
| 29 | 高雄市 | 女子組劍道團體過關賽 | 鄭琇娟 連翌閑 辛佳㲆 李雙郡 張君萍 林佩柔 賴翊翾                      |      |      | 5    | 女子組 | 劍道 | 10月20日 |
| 30 | 基隆市 | 女子組劍道團體過關賽 | 嚴鳳鈴 林宛瑭 江倩 游雅珺 蘇家真 張蓉榕 葉怡廷                        |      |      | 6    | 女子組 | 劍道 | 10月20日 |
| 31 | 南投縣 | 女子組劍道團體過關賽 | 劉佳盈 李孟家 黃婉瑄 謝育潔 許崴                                      |      |      | 7    | 女子組 | 劍道 | 10月20日 |
| 32 | 臺南市 | 女子組劍道團體過關賽 | 張家敏 鄭詠心 陳明宜 黃妍蓁 黃沛緹 李孟樵 李敏熙                      |      |      | 8    | 女子組 | 劍道 | 10月20日 |
| 33 | 南投縣 | 女子組劍道個人賽     | 許崴                                                                  |      |      | 1    | 女子組 | 劍道 | 10月21日 |
| 34 | 桃園市 | 女子組劍道個人賽     | 邱詩容                                                                |      |      | 2    | 女子組 | 劍道 | 10月21日 |
| 35 | 臺中市 | 女子組劍道個人賽     | 蔡佳芳                                                                |      |      | 3    | 女子組 | 劍道 | 10月21日 |
| 36 | 嘉義縣 | 女子組劍道個人賽     | 劉怡婷                                                                |      |      | 4    | 女子組 | 劍道 | 10月21日 |
| 37 | 臺北市 | 女子組劍道個人賽     | 吳昀庭                                                                |      |      | 5    | 女子組 | 劍道 | 10月21日 |
| 38 | 高雄市 | 女子組劍道個人賽     | 李雙郡                                                                |      |      | 6    | 女子組 | 劍道 | 10月21日 |
| 39 | 南投縣 | 女子組劍道個人賽     | 劉佳盈                                                                |      |      | 7    | 女子組 | 劍道 | 10月21日 |
| 40 | 高雄市 | 女子組劍道個人賽     | 鄭琇娟                                                                |      |      | 8    | 女子組 | 劍道 | 10月21日 |
| 41 | 臺中市 | 男子組劍道個人賽     | 劉裕銘                                                                |      |      | 1    | 男子組 | 劍道 | 10月21日 |
| 42 | 桃園市 | 男子組劍道個人賽     | 朱建維                                                                |      |      | 2    | 男子組 | 劍道 | 10月21日 |
| 43 | 臺中市 | 男子組劍道個人賽     | 蔡嘉倫                                                                |      |      | 3    | 男子組 | 劍道 | 10月21日 |
| 44 | 高雄市 | 男子組劍道個人賽     | 黃聖修                                                                |      |      | 4    | 男子組 | 劍道 | 10月21日 |
| 45 | 桃園市 | 男子組劍道個人賽     | 彭柏蒼                                                                |      |      | 5    | 男子組 | 劍道 | 10月21日 |
| 46 | 基隆市 | 男子組劍道個人賽     | 顧存安                                                                |      |      | 6    | 男子組 | 劍道 | 10月21日 |
| 47 | 宜蘭縣 | 男子組劍道個人賽     | 林宥佑                                                                |      |      | 7    | 男子組 | 劍道 | 10月21日 |
| 48 | 臺北市 | 男子組劍道個人賽     | 吳祖旭                                                                |      |      | 8    | 男子組 | 劍道 | 10月21日 |

(成績結果以中華民國109年全民運動會大會公佈為主，本成績僅供參考)

### 官方資料
1. 1 2 3  （繁體中文） (PDF). 109年全民運動會籌備處.   [2021-02-14]. （原始内容存档 (PDF)于2020-10-23）.
2. ↑  （繁體中文）.   [2020-10-22]. （原始内容存档于2020-10-28）.
3. ↑  （繁體中文）. 2020-10-19  [2020-10-19]. （原始内容存档于2020-10-24）.
4. ↑  （繁體中文）. 2020-10-19  [2020-10-19]. （原始内容存档于2020-10-23）.
5. ↑  （繁體中文）. 2020-10-20  [2020-10-20]. （原始内容存档于2020-10-24）.
6. ↑  （繁體中文）. 2020-10-20  [2020-10-20]. （原始内容存档于2020-10-26）.
7. ↑  （繁體中文）. 2020-10-21  [2020-10-21]. （原始内容存档于2020-10-26）.
8. ↑  （繁體中文）. 2020-10-21  [2020-10-21]. （原始内容存档于2020-10-24）.

### 新聞報導
1. ↑  . 109年全民運動會. 2020-10-16  [2020-10-16]. （原始内容存档于2020-10-24）.

## 外部連結
- （繁體中文）109年全民運動會官方網站 （页面存档备份，存于）